# NGC 1316A
NGC 1316A (другие обозначения — MCG -6-8-8, FCC 192, IRAS03217-3704, PGC 12688) — галактика в созвездии Печь.
Этот объект не входит в число перечисленных в оригинальной редакции «Нового общего каталога» и был добавлен позднее.